# Business Objects
SAP Business Objects é uma empresa de software  francesa, especializada em inteligência empresarial com sede em São José, Califórnia, EUA. Desde 2007, passou a integrar o grupo SAP AG. Seu principal produto é o SAP BusinessObjects Business Intelligence platform 4.0, programa que fornece gerenciamento de desempenho, planejamento, elaboração de relatórios, consulta e análise e gestão de informação empresarial.
A empresa situa-se no Vale do Silício onde também oferece serviços de consultoria e educação.

## História
Em 1990, Bernard Liautaud, co-fundou a empresa Business Objects, juntamente com Denis Payre esse que foi diretor executivo até setembro de 2005, em seguida, tornando-se presidente e diretor de estratégia até janeiro de 2008.
A empresa teve sua IPO na NASDAQ em setembro de 1994.
Em 7 de outubro de 2007, a SAP AG anunciou   que iria adquirir a Business Objects por US$6.8B. A partir de 22 de janeiro de 2008, a empresa passou a ser totalmente operada pela SAP, fato que se inseriu na tendência de consolidação de negócios no setor de software, desde que a  Oracle adquiriu a Hyperion, em 2007, e a IBM adquiriu a Cognos, em 2008.

### Dados históricos da empresa
- Em 1990 a Business Objects é fundada em Paris.
- Em 1991 conquista o primeiro cliente, a France Telecom.
- Em 1992 a empresa já registrou lucro.
- Em 1994 lança o BusinessObjects v3.0 e abre o capital, tendo sido a primeira empresa européia a lançar ações na NASDAQ.
- Em 1995 a Business Objects foi a primeira a focar em implmentações de BI em escala empresarial.
- Em 1996 entra no mercado de OLAP e lança o BusinessObjects v4.0. Bernard Liautaud foi nomeado Empreendedor do Ano pela Business Week.
- Em 1997 cruza a linha dos $100M e foi pioneira no mercado de business intelligence (BI) para extranets.
- Em 1999 introduz o WebIntelligence.
- Em 2000 lança a primeira solução de BI móvel interativa do mercado.
- Em 2001 abre escritório em San José (Califórnia). A SAP assina um contrato de OEM (Fabricante de Equipamentos Originais) e um acordo de revenda para incluir o Crystal Reports em seus pacotes.
- Em 2002 adquire a Blue Edge Software e a Acta Technologies. Bernard Liautaud foi incluído na lista de Stars of Europe, pela Business Week, e a empresa foi classificada pela Business 2.0 como uma das "100 empresas de TI que mais crescem".
- Em 2003 adquire a Crystal Decisions e lança o Dashboard Manager, o BusinessObjects Enterprise 6 e o BusinessObjects Performance Manager.
- Em 2004 usa o slogan Our Future is Clear, Crystal Clear.
- Em 2005 adquire a SRC Software e a Infommersion.
- Em 2007 a empresa é vendida para a empresa alemã SAP.